# Jezioro polihumusowe

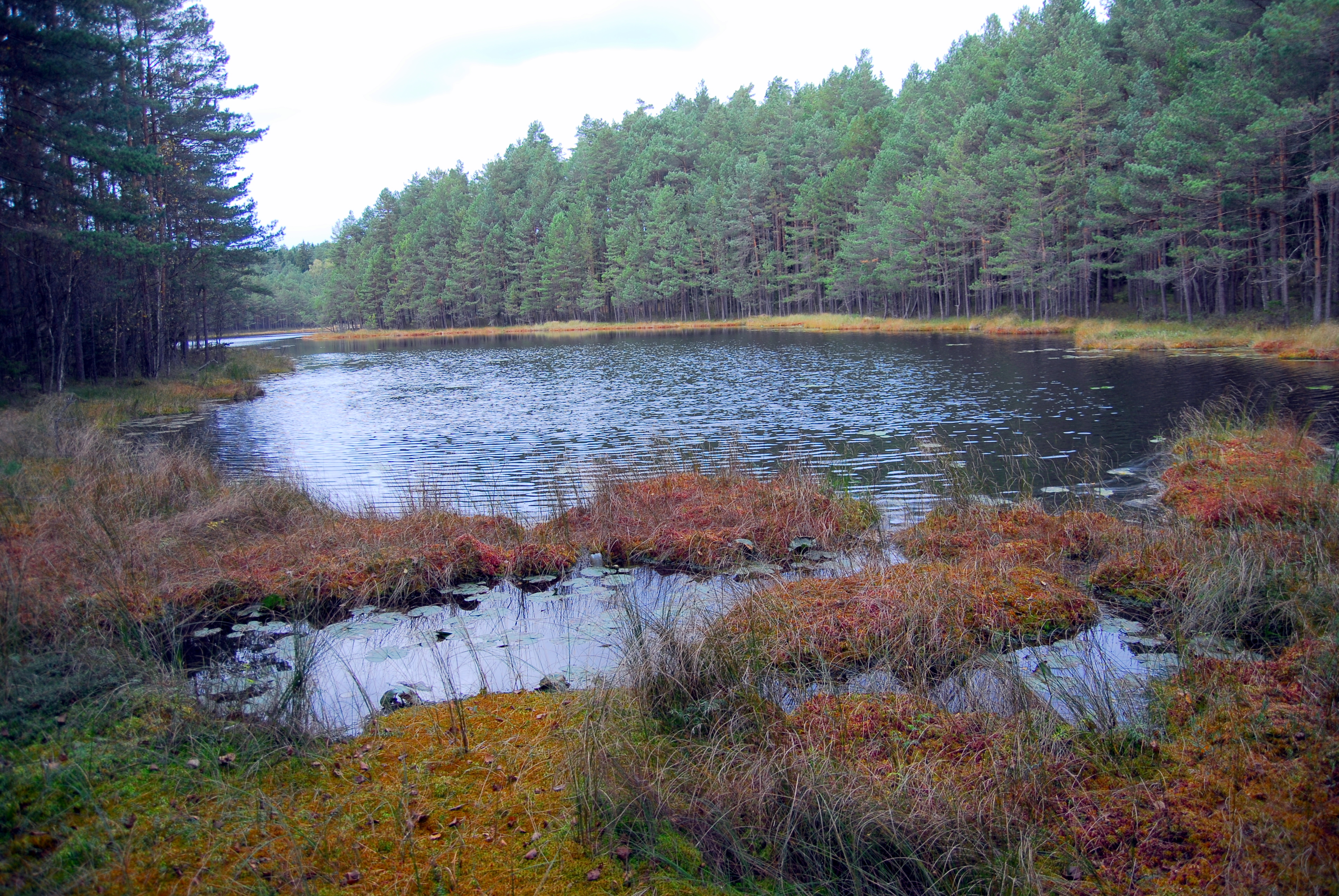
Polihumusowe jezioro Ślepe w Rezerwacie przyrody Jezioro Kalejty

Jezioro polihumusowe (dystroficzne) – zawiera bardzo dużą ilość substancji humusowych w wodzie i osadach dennych co wynika z ich położenia wśród lasów szpilkowych, często wśród torfowisk. Odczyn wody jest z reguły kwaśny, osady denne są płynne, galaretowate i często z dużą ilością szczątków roślinnych. Ilość substancji organicznej w zbiorniku polihumusowym może wynosić nawet 90%.
W Polsce są to niewielkie jeziora, zwykle do kilku hektarów i kilku metrów głębokości, natomiast w rejonach tundry i tajgi są to duże zbiorniki. Jeziora polihumusowe ulegają lądowieniu przez narastanie osadów dennych oraz przez narastanie kożucha mchów od brzegu ku centrum jeziora. Zbliżając się do linii brzegowej jeziora idzie się po kożuchu mchów, tzw. ple, pod którym znajduje się woda – dawna powierzchnia jeziora. Zbiorniki te nie posiadają typowego litoralu i typowego kształtu misy jeziornej, która na styku z lądem ma głębokość zerową, ale tu na skraju pła głębokość zwykle wynosi co najmniej kilka decymetrów. Kożuch mchów wokół jeziora porasta dość uboga roślinność bagienna – oprócz mchu torfowca spotkać tu można: bagno zwyczajne, bobrka trójlistnego, rosiczki, żurawinę.